# Cladidium
Cladidium — рід грибів родини Lecanoraceae. Назва вперше опублікована 1984 року.

## Класифікація
До роду Cladidium відносять 2 види:
- Cladidium bolanderi
- Cladidium thamnitis